# De Meern Oost
De Meern Oost is de vroegere naam van een buurt in De Meern, een woonplaats in de gemeente Utrecht, in de Nederlandse provincie Utrecht.
De Meern Oost was het deel van De Meern dat wordt begrensd door de Leidse Rijn in het noorden, het Bedrijvengebied Oudenrijn in het oosten, de polder Heicop in het zuiden en de Achtkantemolenvliet in het westen. Omstreeks 2012 heeft de gemeente Utrecht de wijk- en buurtindeling herzien. Het gebied van het voormalige De Meern Oost is sindsdien een deel van de buurt De Meern Zuid (buurtnummer 10.32). Het grootste deel van deze buurt is gebouwd in de jaren 1960. Deze bouw van ongeveer 1200 woningen kwam voort uit een plan van de in 1954 ontstane gemeente Vleuten-De Meern. Dit plan bestond uit twee deelplannen, te weten Oudenrijn en Veldhuizen (genoemd naar twee van de drie vroegere gemeenten waarover De Meern tot 1954 was verdeeld). Het gebied van deelplan Oudenrijn komt overeen met het vroegere De Meern Oost. Ten westen hiervan ligt het overige deel van De Meern Zuid. De bouwactiviteiten in de jaren 1960 vonden vanuit het noorden in de richting van rijksweg A12 plaats.

## Voorzieningen
In de oostelijke helft van De Meern Zuid (het vroegere De Meern Oost) bevinden zich vele voorzieningen, waaronder de rooms-katholieke Mariakerk, welk gebouw met aanliggende pastorie een rijksmonument is, en verschillende basisscholen, kinderopvanglocaties en sporthallen. Een van de toegangswegen tot dit gedeelte van De Meern is de Oranjelaan, waarvan het middendeel is ingericht als een plein. Aan dit plein liggen onder andere het Winkelcentrum Mereveldplein, het Sociaal-Culturele Centrum De Schalm en de Openbare Bibliotheek.
Het is een van de twee centrale pleinen van De Meern; het andere, het Castellumplein, ligt ongeveer 300 meter noordelijker. Dat plein ligt in het oudste deel van De Meern, aan de Meernbrug en naast de Marekerk. In de buurt van dit plein zijn verspreide winkels, verschillende horecagelegenheden, het Verenigingsgebouw De Zandweg en het Castellum Hoge Woerd, waarbinnen zich een archeologisch museum en een theaterzaal bevinden.

## Parken en plantsoenen
- Mauritspark, gelegen aan de zuidelijke rand van De Meern Oost
- Meentpark, gelegen aan de oostelijke rand van De Meern Oost. In 2009 werden hier belangrijke archeologische vondsten gedaan. Er zijn voorwerpen en sporen uit de Romeinse tijd aangetroffen die erop duiden dat hier zich een bewoningsconcentratie bevond. Ook kon mede dankzij deze opgravingen worden vastgesteld dat de limesweg een route volgde die een stuk zuidelijker lag dan gedurende lange tijd was aangenomen.
- Prins Willem-Alexanderplantsoen, gelegen op circa 100 meter afstand van het Winkelcentrum Mereveldplein. Hier vindt de jaarlijkse 4-meiherdenking plaats.

## Evenementen
- Bij de jaarlijkse Marathon van Utrecht op tweede paasdag loopt de route over de Rijksstraatweg.
- Ieder jaar is er met Koningsdag een rommelmarkt op het plein bij het winkelcentrum.
- Bij de intocht van Sinterklaas in De Meern gaat Sint met zijn Pieten naar het Mereveldplein. Daarop aansluitend wordt in De Schalm het Sinterklaasfeest gevierd.

## Lijst van straten
- Admiraal Helfrichstraat
- Burgemeester Taets van Amerongenlaan
- Centrumlaan
- C.H. Letschertweg
- De Ruijterstraat
- Doctor Ariënslaan
- Evertsenstraat
- Heycopperkade
- Karel Doormanstraat
- Kalverstraat
- Laan 1954
- Lichtenberglaan
- Mauritslaan
- Meentweg
- Mereveldlaan
- Mereveldplein
- Oranjelaan
- Oudenrijnsingel
- Pastoor Boelenslaan
- Piet Heinstraat
- Prinses Beatrixlaan
- Prinses Irenelaan
- Prinses Margrietlaan
- Renesselaan
- Ringkade
- Rijksstraatweg (in gebruik als busbaan waar stads- en interlokale bussen met hoge frequentie rijden)
- Rijksweg 12
- Rosweydelaan
- Scholenpad
- Tjepmaweg
- Trompstraat
- Wethouder Gerssenlaan
- Witte de Withstraat
- Zonstraat

## Openbaar vervoer
Sinds De Meern deel uitmaakt van de gemeente Utrecht heeft het een frequente busverbinding met Utrecht en Vleuten. Ook alle andere omliggende plaatsen zijn met het openbaar vervoer goed te bereiken.
Op ruim 2 km van het centrum van De Meern ligt het treinstation Utrecht Terwijde aan de spoorlijn Utrecht - Rotterdam/Den Haag/Leiden. Vanaf dit station vertrekken op werkdagen 4 treinen per uur in beide richtingen.
De buslijnen die De Meern aandoen zijn:
- Stadsbuslijn 18: De Meern Oost - Langerak - station Utrecht Centraal - Centrum - Wittevrouwen - Rijnsweerd Zuid
- Stadsbuslijn 24: station Utrecht Centraal - Papendorp - Bedrijvengebied Oudenrijn - De Meern Oost
- U-link 28: Utrecht De Uithof - Utrechtse binnenstad - station Utrecht Centraal - station Utrecht Leidsche Rijn - De Meern - Vleuterweide Centrum - station Vleuten
- Stadsbuslijn 29: Utrecht De Uithof - station Utrecht Vaartsche Rijn - Papendorp - De Meern Oost - Vleuterweide - station Vleuten
- Streekbuslijn 102: station Utrecht Centraal - Papendorp - De Meern - Harmelen - station Woerden
- Streekbuslijn 107: station Utrecht Centraal - Papendorp - De Meern - Montfoort - Oudewater - station Gouda

De reguliere frequenties van deze buslijnen zijn als volgt.
- lijn 18: elke 15 minuten, echter slechts tot circa 11:00 uur in de richting Rijnsweerd en vanaf circa 15:00 uur in de richting De Meern
- lijn 24: elke 15 minuten, echter slechts tot circa 10:00 uur in de richting De Meern en vanaf circa 15:00 uur in de richting Utrecht
- lijn 28: elke 7½ minuten in de spitsuren, buiten de spitsuren elke 10 minuten tot circa 21:00, daarna elke 15 minuten
- lijn 29: elke 10 minuten in de spitsuren, buiten de spitsuren elke 15 minuten, 's avonds en in het weekend elke 30 minuten
- lijn 102: elke 30 minuten
- lijn 107: elke 30 minuten

De in of nabij de voormalige buurt De Meern Oost gelegen bushaltes zijn: De Meern Oost, Meernbrug, Oranjelaan, Laan 1954 en De Meern Zuid.